# ザ・ゴースト・インサイド
ザ・ゴースト・インサイド(英: The Ghost Inside)はアメリカ・ロサンゼルス出身のメタルコア/メロディック・ハードコアバンド。2004年に結成。以前はア・ダイイング・ドリーム(英: A Dying Dream)という名で活動していた。

## 経歴
A Dying Dream名義ではFrontlineからEPをリリースしている。翌年、Mediaskareに移籍。以前のEPをリテイクしたものを再度リリースしている。ほどなくしてバンド名はThe Ghost Insideとなり、初のフルアルバムとなる1st「Fury and the Fallen Ones」をリリースする。
2010年には2nd「Returners」をリリース。
2011年、ドラマーのKC Stockbridgeが脱退、新たにFor the Fallen DreamsのドラマーでありソングライターでもあったAndrew Tkaczykが加入した。
2012年、バンドはMediaskareからEpitaphへ移籍する。同年開催されたAlternative Press TourではMiss May Iと共に公演を行い注目を集める。さらにA Day to RememberのJeremy McKinnonのプロデュースした3rd「Get What You Give」がビルボードチャートで88位を獲得している。
2013年には出世作である「Get What You Give」を引っ提げてワールドツアーを行った。
2014年にリリースされた4th「Dear Youth」はビルボードチャート66位にランクインしている。
2015年1月、結成メンバーであったギタリストのAaron Brooksが脱退したことを自身のFacebook上で発表した。以降オリジナルメンバーはJonathan Vigilの一人のみとなった。同年11月、バンドメンバーの搭乗したツアーバスとトレーラートラックが正面衝突する事故が発生。運転手は両者とも死亡している。メンバー達は生存していたものの、重篤な状態にさらされた。Andrew Tkaczykはこの事故の影響で片足を失っている。
2016年のWarped Tour中のアナウンスでバンドは翌年2017年のWarped Tourに参加する予定であると宣言したが、これは実現しなかった。3月には以前よりサポートを行っていた元Texas in JulyのChris Davisが正式メンバーとして加入した。
その後2019年6月13日に事故後初めて、一夜限りのライブを開催。2020年7月5日には5thアルバム「The Ghost Inside」を発表した。その翌日である7月6日、ベースのJimが過去に人種差別的な言動を行なったとの指摘が相次いだことを受けてバンドは彼を解雇する。しかしこの判断は周囲からのプレッシャーがあったことによる過ちであったとして、後にJimはバンドのメンバーに戻っている。

## 音楽性
メタルコア、およびメロディック・ハードコアと扱われることが多い。バンド自身はFacebook上などでメロディック・ハードコアを名乗っている。ベーシストのJim Rileyはインタビューで「UnearthやAs I Lay Dyingといったバンドから、ギターソロと歌を減らしたようなもの」とバンドの音楽性について説明している。また、彼は同インタビューでThrowdown、Bury Your Dead、Misery Signals、Killswitch Engage、Unearth、Bleeding Throughといった前世代のバンドに影響を受けたとしている。また、ポップ・パンクやエモといった必ずしもヘヴィでない音楽でない音楽も聴いていたという。ボーカリストのJonathan VigilはNOFXやLess Than Jakeなどのパンク・ロックやHatebreed、Slipknotといった音楽を聴いて育ったと語っている。元ギタリストのAaron BrooksはBad Religion、Poison the Well、Hatebreedを聴いていたという。また最近のバンドのお気に入りにComeback Kidの名を挙げている。
曲作りに関しては先に楽器による録音をしてから、Jonathan VigilやAaron Brooksが歌詞を書くというスタイルをとっている。3rd「Get What You Give」以降はクリーンボーカルを導入することが増えたが、プロデューサーJeremy McKinnonの意向ではないとしている。

## メンバー
| 現メンバー - Jonathan Vigil – ボーカル (2004–現在) - Zach Johnson – リードギター (2015–現在), リズムギター (2008–2015) - Chris Davis – リズムギター (2016–現在; サポート 2015–2016) - Jim Riley – ベース, コーラス (2009–2020, 2020-現在) - Andrew Tkaczyk – ドラム, パーカッション (2011–現在) | 過去のメンバー - Ryan Romero – ギター (2004–2006) - Josh Navarro – ギター (2004–2006) - Anthony Rivera – ドラム (2004–2006) - Tyler Watamanuk – ベース (2004–2008) - Soyer Cole – リスムギター (2006–2008) - Garrett Harer – ベース (2008–2009) - KC Stockbridge – ドラム, パーカッション (2006–2011) - Aaron Brooks – リードギター, コーラス (2004–2015) |

## ディスコグラフィー
アルバム
| 2008                                                                    | Fury and the Fallen Ones - リリース: 2008年4月15日 - レーベル: Mediaskare | —  | —  | —  | —  | —   | —  | —  |  |
| 2010                                                                    | Returners - リリース: 2010年6月8日 - レーベル: Mediaskare                 | —  | 50 | —  | —  | —   | —  | —  |  |
| 2012                                                                    | Get What You Give - リリース: 2012年6月19日 - レーベル: Epitaph           | 88 | 19 | —  | —  | —   | —  | —  |  |
| 2014                                                                    | Dear Youth - リリース: 2014年11月17日 - レーベル: Epitaph                 | 63 | 9  | 16 | 66 | 172 | 65 | 95 |  |
| ※棒線はチャート外もしくは該当地域でリリースされていないことを表します。 |                                                                           |    |    |    |    |     |    |    |  |

EP
| 年   | タイトル     | レーベル                     |
| ---- | ------------ | ---------------------------- |
| 2005 | Now or Never | Frontline, Mediaskare (2006) |

ミュージックビデオ
- "Faith or Forgiveness" (2008)
- "Unspoken" (2010)
- "Chrono" (2010)
- "Engine 45" (2012)
- "The Great Unknown" (2013)
- "Dear Youth (Day 52)" (2014)
- "Out of Control" (2015)
- "Move Me" (2015)